# باروز دونهام
باروز دونهام (بالإنجليزية: Barrows Dunham) هو فيلسوف أمريكي، ولد في 10 أكتوبر 1905 في ماونت هولي ‏ في الولايات المتحدة، وتوفي في 19 نوفمبر 1995 في Bala Cynwyd, Pennsylvania ‏ في الولايات المتحدة.